# 大阪府立豊中高等学校能勢分校
大阪府立豊中高等学校能勢分校（おおさかふりつとよなかこうとうがっこう のせぶんこう）は、大阪府豊能郡能勢町にある公立の高等学校分校。
従来の大阪府立能勢高等学校（おおさかふりつ のせこうとうがっこう）を2018年度に改編する形で、大阪府立豊中高等学校の分校として設置された。本項では、大阪府立能勢高等学校およびその前身についてもあわせて記述する。

## 概要
全日制総合学科を設置する。大阪府北部の山間部に位置し、府内の高等学校校舎としては一番北にある。
前身の大阪府立能勢高等学校時代の2004年度より、能勢町立中学校と連携型中高一貫教育を実施している。能勢町では2016年度に町立小学校5校と町立中学校2校を統合し、町内でひとつの施設一体型小中一貫校・能勢ささゆり学園（能勢町立能勢小学校・中学校）に改編したことに伴い、小学校段階からの連携も含めた「能勢地域小中高一貫教育・連携型中高一貫教育」を推進している。中学校とは、中学校・高校の教員を相互派遣して授業をおこなうなどしている。また小学校についても、高校生が小学校に出向いて農場実習や環境学習などでの交流の取り組みなどもおこなっている。
2018年度以降は独立校の大阪府立能勢高等学校としては生徒募集を停止し、校地や教育活動を引き継ぐ形で大阪府立豊中高等学校能勢分校として生徒を募集している。分校への改編に際して、制服は豊中高校本校と同じものを導入し、また豊中高校本校との遠隔授業体制を導入した。
大阪国際大学との高大連携、マレーシアの学校との姉妹校協定、ユネスコスクール指定などは能勢高等学校の時代からおこなわれ、分校に改編されても引き継がれている。
2021年度より「里山留学制度」として、能勢町と提携した町内の下宿から学校に通学する制度を導入している。

## 沿革
1948年に現在の能勢町域に設置された大阪府立園芸高等学校の3分校が、能勢高等学校の前身となっている。同年8月1日に大阪府立園芸高等学校能勢分校（全日制）を設置。同年10月15日には能勢分校に定時制が併設され、さらに田尻分校、および西能勢分校の定時制分校が設置された。1950年には西能勢分校に全日制が併設されている。
1954年、能勢・西能勢・田尻の3分校が合併する形で、大阪府立能勢高等学校が豊能郡歌垣村（現・能勢町）倉垣631番地の1で創立した。同年11月に校舎が完成し、上田尻580番地に移転している。
開校当初は全日制農業科・普通科・家庭科の3学科を設置した。その後家庭科の廃止や、農業科の園芸科への改編を経て、2004年までは普通科と園芸科の2学科体制となった。
2004年に能勢町立中学校との中高一貫教育が導入され、同時に総合学科高等学校へと改編された。人文・理数、国際・情報、人間・環境、食・花・交流の4系列の科目を開講した。
総合学科の高等学校となったものの入試の募集で10年間連続して定員割れとなった。能勢町立の高等学校への改編（大阪府から能勢町への移管）を検討したが、能勢町の財政負担が増えるのを避けるため、大阪府立豊中高等学校の分校となった。
2018年度から豊中高等学校の能勢分校（能勢キャンパス）として生徒を募集。学年進行で併設され、大阪府では19年ぶりに分校が復活、豊中高等学校との遠隔授業・教員の交流などが行われている。
2020年3月3日、能勢高等学校第66回卒業式並びに閉校式が挙行され、大阪府立能勢高等学校としては2020年3月31日に閉校した。

### 年表
（大阪府立園芸高等学校分校）
- 1948年 - 大阪府立園芸高等学校に能勢分校（全日制・定時制）、田尻分校（定時制）、西能勢分校（定時制）を設置
- 1950年 - 西能勢分校に全日制を併設

（大阪府立能勢高等学校）
- 1954年4月1日 - 大阪府立園芸高等学校の各分校を統合し、大阪府立能勢高等学校として豊能郡歌垣村（現在の能勢町）に創立。全日制の課程に農業科・普通科・家庭科を開設。
- 1954年11月10日 - 現在地に移転。
- 1963年3月31日 - 家庭科を募集停止。
- 1974年4月1日 - 農業科を園芸科に改編（科名変更）。
- 2004年4月1日 - 能勢町内の2中学校と連携型中高一貫教育を実施。普通科・園芸科を募集停止し、総合学科高校に改編。
- 2010年7月 - ユネスコスクールに認定。
- 2014年3月13日 - 大阪国際大学との高大連携を締結[7]。
- 2015年 - 文部科学省からスーパーグローバルハイスクール(SGH)に指定（2019年度までの5年間）。
- 2017年 - この年の入学生を最後に大阪府立能勢高等学校としては募集停止。2018年以降は豊中高等学校能勢分校として募集。
- 2020年3月3日 - 大阪府立能勢高等学校の閉校式。
- 2020年3月31日 - 閉校。

（大阪府立豊中高等学校能勢分校）
- 2018年4月1日 - 大阪府立豊中高等学校能勢分校（能勢キャンパス）となる（同年度入学生より学年進行）。
- 2018年4月6日 - 能勢分校の開校式並びに第一回入学式[8]。
- 2020年 - 文部科学省の「地域との協働による高等学校教育改革推進事業」（グローカル型）の事業特例校に指定される。
- 2021年 - 能勢町との連携で「里山留学制度」を開始。

## 交通
- 能勢電鉄妙見線山下駅より、阪急バス西能勢線74系統・口山内行き 40分、口山内停留所より東へ約50m
- 能勢電鉄妙見線妙見口駅より、阪急バス妙見口能勢線・奥田橋方面行き 20分、奥山内停留所より西へ約300m